# Щасливчик (фільм, 2011)
«Щасливчик» — комедійний фільм 2011 року.

## Зміст
Милий і сором'язливий хлопець по імені Бен вже давно і безнадійно закоханий у блондинку Люсі. Вони знайомі з самого дитинства і працюють разом, але, на жаль, дівчина не відповідає взаємністю, надаючи перевагу чоловікам іншого сорту: вона без розуму від власного боса і крутить з ним роман. В один прекрасний день начальник повідомляє своїй секретарці, що між ними все скінчено. Люсі у відчаї. Але, як відомо, якщо в одному місці щось убуває, то в іншому прибуває. Так і є: прийшовши додому, Бен дізнається, що став переможцем лотереї. Правда, щасливий квиток дістався йому вельми оригінальним способом.